# ツェレ条約

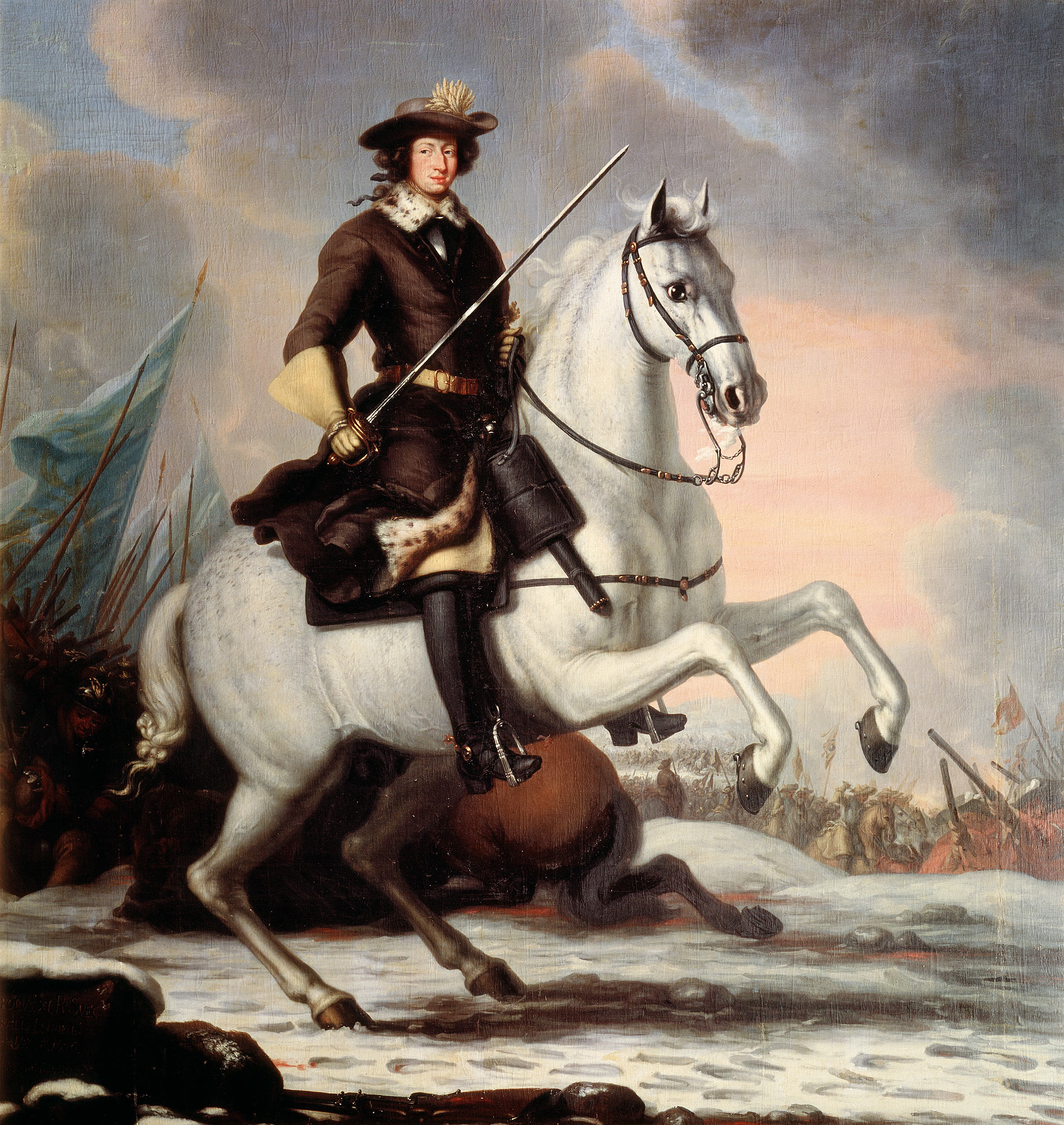
スウェーデン王カール11世、1676年作。

ツェレ条約（ツェレじょうやく、英語: Treaty of Celle）は1679年2月5日（グレゴリオ暦）/1月26日（ユリウス暦）に締結された条約。ツェレで締結されたこの条約において、スウェーデン・バルト帝国はナイメーヘンの和約に同意した。スウェーデンはテディングハウゼンとデルフェルデンを割譲する代わりに、ブレーメン＝フェルデン公国での主権が確認された。